# Natalia Gwarda
Natalia Gwarda (ur. 18 kwietnia 1996 w Łodzi) – polska koszykarka grająca na pozycji środkowej.

## Osiągnięcia
Stan na 4 maj 2024, na podstawie, o ile nie zaznaczono inaczej.

### NJCAA
- 4. miejsce podczas mistrzostwa NJCAA (2016)
- Zaliczona do składu Honor Roll (2016)

### NCAA
- Zaliczona do składu Southland Conference Commissioner’s Honor Roll (2018)
- Liderka konferencji Southland w średniej boków (2018 – 1,7)

### Reprezentacja
- Mistrzyni Europy U–18 dywizji B (2013)[4]
- Uczestniczka:
  - igrzysk frankofońskich (2013 – 9. miejsce)[5]
  - mistrzostw Europy:
    - U–18 (2014 – 12. miejsce)[6]
    - U–16 dywizji B (2012 – 5. miejsce)[7]